# Cephaloplon
Cephaloplon is een kevergeslacht uit de familie van de boktorren (Cerambycidae). De wetenschappelijke naam van het geslacht werd voor het eerst geldig gepubliceerd in 1986 door Martins & Napp.

## Soorten
Cephaloplon is monotypisch en omvat slechts de volgende soort:
- Cephaloplon pedunculatum Martins & Napp, 1986